# Jajouka
Joujouka, noto anche come Jajouka, è un piccolo villaggio nella regione montuosa del Rif, nel nord del Marocco, celebre per la sua antica tradizione musicale sufi. La musica del villaggio, tramandata di generazione in generazione dai Master Musicians of Joujouka, è considerata una delle più antiche forme di arte sonora al mondo, con radici che risalgono a oltre 4.000 anni.

## Tradizione musicale

### Origini Mitologiche e Tradizione Sufi
La leggenda narra che la musica di Joujouka fu donata agli abitanti del villaggio da Bou Jeloud, una figura mitica metà uomo e metà capra, il quale rivelò al pastore Attar il segreto del flauto magico (la lira). Per preservare la fertilità e il benessere del villaggio, i suoi abitanti celebrano ogni anno un rito che rievoca questa leggenda: un uomo, vestito con la pelle di un caprone appena sacrificato, danza freneticamente al ritmo ipnotico della musica suonata con la rhaita (uno strumento a fiato a doppia ancia) e i tamburi tebel.
La tradizione musicale del villaggio è strettamente legata al sufismo, la corrente mistica dell'Islam. Secondo la narrazione orale, fu il santo sufi Sidi Ahmed Schiech a conferire alla musica Joujouka il potere di guarire le menti disturbate, un aspetto che ancora oggi viene celebrato e praticato nel villaggio.

### Incontro con l'Occidente: Beat Generation e Rock'n'Roll

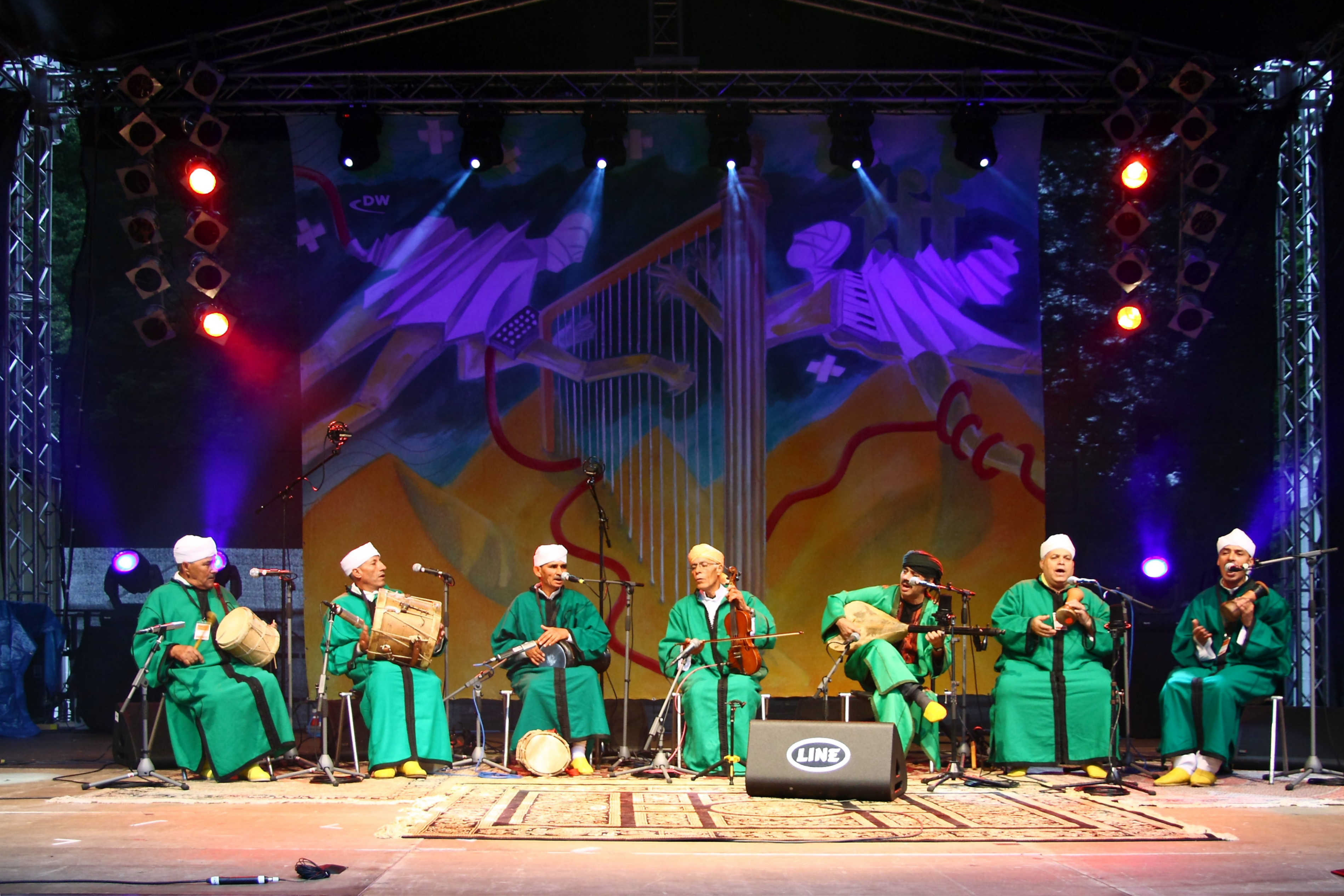
Master Musicians of Jajouka guidati da Bachir Attar

Negli anni '50 e '60, il villaggio divenne un punto di riferimento per artisti e intellettuali occidentali, attratti dal suo fascino mistico e dalla sua musica ipnotica. Tra i visitatori più noti figurano William S. Burroughs, autore de Il pasto nudo, e Brion Gysin, artista e scrittore che definì i musicisti di Joujouka "gli unici rock band al mondo con 4.000 anni di storia". Nel 1967, anche Brian Jones dei Rolling Stones visitò Joujouka, registrando la performance che sarebbe diventata l'album The Pipes of Pan at Joujouka (1971). Questo progetto segnò l'introduzione della musica Joujouka al pubblico occidentale, aggiungendo un tocco psichedelico alle sue sonorità rituali.

### Divisioni e Evoluzioni
Negli anni successivi alla pubblicazione dell'album, i Master Musicians of Joujouka si divisero in due fazioni principali:
- Masters of Jajouka, più orientati verso il mercato globale e collaborazioni internazionali.[1]
- Masters of Joujouka, che rimasero fedeli alla tradizione locale, concentrandosi su eventi rituali e il festival annuale organizzato nel villaggio.[1]

## Joujouka oggi
Oggi, Joujouka è un centro culturale e spirituale che attrae appassionati da tutto il mondo. Il festival annuale, limitato a pochi partecipanti, offre tre giorni di immersione nella musica rituale, accompagnata da vitto e alloggio nel villaggio. Sebbene alcuni critici abbiano osservato una crescente commercializzazione dell'evento, molti partecipanti continuano a descriverlo come un'esperienza trasformativa.
La musica di Joujouka, con il suo potere di indurre trance e purificazione psichica, rappresenta un punto di incontro tra misticismo, arte e resistenza culturale. Come disse il pittore e mediatore culturale Mohamed Hamri, originario del villaggio: “La rhaita ripulisce la mente, riportandoti a uno stato di purezza primordiale”.

## Influenza culturale
La cultura musicale di Joujouka è stata immortalata in opere letterarie e musicali. Il libro Tales of Joujouka (1975) raccoglie storie tradizionali del villaggio, adattate dall'artista Blanca Hamri, che trascorse gran parte della sua vita a Joujouka. Inoltre, il contributo dei Master Musicians a brani come Midnight Sunrise di Ornette Coleman testimonia l'influenza duratura di questa tradizione millenaria sulla musica contemporanea.